# Cicagna
Cicagna é uma comuna italiana da região da Ligúria, província de Génova, com cerca de 2.474 habitantes. Estende-se por uma área de 11 km², tendo uma densidade populacional de 225 hab/km². Faz fronteira com Coreglia Ligure, Lorsica, Moconesi, Orero, Rapallo, Tribogna.

## Demografia
| Variação demográfica do município entre 1861 e 2011                               |
|                                                                                   |
| Fonte: Istituto Nazionale di Statistica (ISTAT) - Elaboração gráfica da Wikipedia |